# Balaráma
A Balaráma szanszkrit eredetű férfinév, jelentése: erő + boldogság.

## Gyakorisága
Az 1990-es és a 2000-es években nem volt anyakönyvezhető.

## Névnapok
- nincs hivatalos